# El cartero de Neruda
El cartero de Neruda (antigament Ardiente paciencia) és una novel·la del 1985 d'Antonio Skármeta que ha estat adaptada al cinema sota el nom d'Il postino el 1994 per Michael Radford i posteriorment adaptada també al teatre. Narra la història de Mario Jiménez, un carter que durant la revolució de l'època xilena, es fa amic del poeta Pablo Neruda.